# Komatsu (công ty)
Komatsu Limited (株式会社小松製作所 (Chu thức hội xã Tiểu Tùng chế tác sở) Kabushiki-gaisha Komatsu Seisakusho) hoặc
Komatsu (コマツ) (TYO: 6301 ) là một công ty đa quốc gia của Nhật Bản chuyên sản xuất thiết bị cho các ngành xây dựng, khai thác khoáng sản, và quân sự như các khí cụ hiện đại: súng máy, laser hay thiết bị phát điện sử dụng nhiệt. Công ty đặt trụ sở tại 2-3-6, Akasaka, Minato, Tokyo, Nhật Bản. Tên của công ty được đặt theo tên thành phố Komatsu, Ishikawa, nơi nó được thành lập vào năm 1917.
Komatsu là công ty cung cấp thiết bị xây dựng, khai thác khoáng sản lớn thứ 2 thế giới chỉ sau Caterpillar. Tuy nhiên, Komatsu có thị phần lớn hơn Caterpillar ở một số khu vực như Nhật Bản, Trung Quốc. Công ty hiện đặt nhiều nhà máy, chi nhánh tại Nhật Bản, Châu Á, Châu Mỹ và Châu Âu. Họ đang có kế hoạch tiếp tục mở rộng quy mô hoạt động.
Từ 小松 ko matsu có nghĩa là "cây thông nhỏ", theo tên thành phố Komatsu của tỉnh Ishikawa.